# 太郎太刀
太郎太刀（たろうたち）は、南北朝時代に作られたとされる日本刀（大太刀）である。同名の刀が複数存在するが、本項では愛知県名古屋市熱田区の熱田神宮所有の太郎太刀を中心に記す。

## 概要
刀の追銘に「末之青江」とあることから、備中国で活躍した刀工集団である青江派の刀工によって作られたものとされており、特に青江派の時代区分のうち南北朝時代末期から室町時代における末青江（すえあおえ）の作品であるとされている。青江派の作品には地金の鍛えは沸（にえ、刀の粒子の粒）が目立ち、青く澄んだ地鉄の中に黒く色の異なる地斑（じふ）という斑点が見られる澄肌（すみはだ）が特徴であるが、末青江には澄肌があまり見られなくなり、刃文は沸の多い中直刃が多く乱れ刃も見られる。また、この時代の背景として刃長3尺（約90センチメートル）を超える太刀や大太刀が流行したことから、大太刀などの作品も多い。
元々「太郎太刀」は特定の刀の号ではないが、武士が2振りの刀を持っている際に長い方の太刀を太郎太刀と呼び、短い方の太刀を次郎太刀と呼ぶ習慣があった。越前朝倉家の家臣である真柄直隆とその弟・直澄（または直隆の子供である隆基）の所用のものと言われている大太刀が2振り存在し、真柄太刀と呼ばれる2振りのうち直隆所用の刃長221.5センチメートルである本作を太郎太刀と呼び、直澄所用の刃長166.6センチメートルである大太刀を次郎太刀と呼ぶ。直隆は身長7尺（約210センチメートル）の偉丈夫と伝わっており、朝倉義景を頼って越前国へ下向した室町幕府第15代将軍足利義昭の御前で、9尺5寸の大太刀を振り回すのを見せるほどの剛勇の士であったと伝わる。
『明智軍記』には、千代鶴の刀工が有國、兼則という刀工の相槌により2振りの大太刀を作ったと記されており、7尺8寸の太刀を太郎太刀と号し、6尺5寸の太刀を次郎太刀と号したとされる。直隆は従僕4名が担いでくる本作を軽々しく提げており、隆基も次郎太刀を弓手の肩にかけて二陣（2番備えの軍勢）に続いたとされている
1570年（元亀元年）、織田信長・徳川家康と浅井長政・朝倉義景が対立した姉川の戦いにより、朝倉方は敗走を余儀なくされ、味方の退路を確保するため追手が来ないよう殿（しんがり）として直隆と直澄も本作と次郎太刀を用いて奮戦するも、健闘かなわず青木一重によって討ち取られる。その後、渡った経緯は不詳であるが春日井郡熊之庄（現・北名古屋市）の山田吉久によって、1576年（天正3年）に熱田神宮に奉納されたものとされている。熱田神宮宝物殿の入り口に展示されていたが、境内に奉納刀剣の展示館「剣の宝庫 草薙館」が2021年（令和3年）10月に開館したのに伴い、同館にて展示されている。

## 作風

### 刀身
刀身全体の長さは303センチメートルであり、刃長は221.5センチメートル。通常の打刀は柄と刃長の比率が1対4となっているのに対して、太郎太刀は1対3、次郎太刀は1対2となっている。
刀身に棒樋と添樋を入れることで強度を保ちつつ軽量化されており、次郎太刀の重量が約5キログラムであるのと比べると重量が約4.5キログラムと軽めに作られている。ただし、大太刀は柄の手に握る部分が長いほうが扱いやすいとされており、手に持つと次郎太刀の方が軽く感じるとされている。太郎太刀・次郎太刀とも実戦用に作られたものであり、細かい傷や刃こぼれの跡が残っている。

### 外装
拵は、朱塗りの鞘と浅黄木綿の糸を巻いた柄となっており、次郎太刀と尾張国犬山の刀工である兼武が奉納した刃長約145センチメートルの大太刀と同じ拵えとなっている。三つの柄の下地には、共通して拵えを作った職人の同じ名前が記されており、次郎太刀の拵にも柄の縁下木地には「名古屋上畠町　柄基屋理左衛門」、「享保三年　戌極月吉日」と墨書されている。このことから1718年（享保3年）に神社の依頼によって祭礼の威儀物として作られた拵とみられる。